# Федерация косики карате России
Федерация косики карате России — российская спортивная организация, основной целью которой является развитие и популяризация косики карате. Юридически-правовая форма Федерации — общероссийский союз общественных объединений. Федерация не имеет аккредитации Министерства спорта.

## История создания Федерации
- 1988 г. — основание в Москве спортклуба «Звезда»[2];
- 1991 г. — создание Федерации косики карате СССР[3];
- 1997 г. — создание Федерации косики карате России[4];
- 2004 г. — признание косики карате официальной спортивной дисциплиной (приказ Госкомспорта России № 211 от 17.03.2004 г.)[5];
- 2010 г. — утверждение Министерством спорта России правил проведения соревнований (приказ № 310 от 07.04.2010 г.);
- 2010 г. — утверждение Министерством спорта России условий присвоения спортивных разрядов и званий (приказ № 1111 от 20.10.2010 г.);
- 2011 г. — вступление Федерации косики карате России во Всемирный Союз косики карате[6].

В 1989 году, после того, как статья 219-я (часть 1) УК РСФСР и статья 177-я Административного кодекса РСФСР утратили силу, в Москве был зарегистрирован один из первых спортивных клубов, ставивший своей основной задачей изучение и развитие карате.
Созданный клуб получил название «Звезда», и уже через несколько месяцев с момента его создания объединил множество учеников и тренеров. Стали активно развиваться и международные связи клуба с Польшей, Чехословакией, Турцией, Францией, Германией, Венгрией.
Через некоторое время работа клуба «Звезда» переориентировалась на изучение и развитие стиля Сёриндзи-рю — как стилевого фундамента техники и философии его школы, а также на косики карате в качестве основной спортивной соревновательной системы.
Через 3 месяца в ноябре 1990 года была подготовлена сборная команда, которая была направлена в Японию для участия в VII Чемпионате мира по косики карате. Спортсменам клуба «Звезда» удалось пробиться в финальную часть чемпионата.
В 1991 году была создана «Федерация Сёриндзи-рю кэнкокан карате-до — косики карате СССР», которая стала координатором развития этих двух направлений на территории Советского Союза. Президентом Федерации стал М. В. Крысин.
В апреле 1991 года в Москве состоялось официальное открытие представительства Всемирной Федерации косики карате и Сёриндзи-рю Кэнкокан карате-до. В церемонии открытия по приглашению Президента Федерации М. В. Крысина принял участие Масаюки Хисатака.
В «Федерацию Сёриндзи-рю кэнкокан карате-до — косики карате СССР» вошли представители от таких союзных республик, как РСФСР, Грузия, Украина, Армения, Азербайджан, Белоруссия, Латвия, Молдавия.
С первых дней развития Сёриндзи-рю и косики карате работа с детьми и подростками стало приоритетным направлением деятельности Федерации.
Ежегодно проводится до 15 турниров различного ранга для юных спортсменов разных возрастных и квалификационных групп.
Начиная с 1990 года стали активно развиваться контакты Федерации с зарубежными коллегами. В августе 1991 года в Токио в рамках Открытого Чемпионата Японии по косики карате среди детей и юношей, состоялся дебют советских юных спортсменов, которые завоевали 3 золотые, 1 серебряную и 2 бронзовые медали в личном первенстве и золотые медали в командных поединках. В итоге спортсмены заняли первое место в командном зачёте.
После распада СССР в 1991 году была создана «Международная Федерация Сёриндзи-рю кэнкокан карате-до — косики карате», «Московская Федерация косики карате».
В 1997 году создана «Федерация косики карате России».
Бессменным лидером и руководителем Косики карате в России является М. В. Крысин, удостоенный Российским союзом боевых искусств в 2008 году почётного звания «Заслуженный наставник» за большой вклад в развитие и популяризацию боевых искусств в России.
Создавая международную школу подготовки мастеров косики карате, её основатель, сихан М. В. Крысин, в качестве основной задачи видел распространение и развитие косики карате в мире. При непосредственном участии и его помощи были созданы национальные Федерации косики карате в России, Азербайджане, Грузии, Латвии, Украине, Казахстане, Израиле, Германии, Австрии.
Во время проведения Чемпионата мира в США М. В. Крысину от имени Всемирной Федерации косики карате Масаюки Хисатака вручил 7-й дан в виде красно-белого пояса.
В 2010 году Федерация косики карате России вошла в состав Всемирного союза косики карате, а 22 октября 2011 года на 3-м Международном конгрессе косики карате, прошедшем в Берлине, Федерация косики карате России была официально признана коллективным членом WKKU.

## Достижения сборной России по косики карате
- 1990 г. «Чемпионат мира», Токио (Япония): советские спортсмены, члены сборной команды московского спортивного клуба «Звезда» впервые дебютировали на международной арене и сразу же добились значительных успехов — все российские спортсмены пробились в своих весовых категориях в финальную часть чемпионата. Самый юный член сборной СССР, Иван Крысин, завоевал золотую медаль в юношеских соревнованиях.
- 1991 г. «Всеяпонский чемпионат»: участие детско-юношеской сборной команды Федерации косики карате СССР в открытом чемпионате Японии в августе. Юные спортсмены завоевали 3 золотые, 1 серебряную и 2 бронзовые медали в личном первенстве, золотые медали в командных поединках, заняв в итоге первое общекомандное место.
- 1992 г. «Чемпионат Европы», Амстердам (Нидерланды): 2 золотые, 1 серебряная и 2 бронзовые медали.
- 1994 г. «Открытый чемпионат Нидерландов», Амстердам: 1-е место сборной команды России в командных поединках, 3 золотые, 1 серебряная медаль, 2 бронзовые медали.
- 1994 г. «Чемпионат мира», Токио (Япония): 3-е место сборной команды России в командных поединках, 3 золотые, 2 серебряные, 3 бронзовые медали.
- 1995 г. «Чемпионат Европы», Бургос (Испания): 2-е место сборной команды России в командных поединках, 4 золотые, 2 серебряные, 3 бронзовые медали.
- 1996 г. «Международный турнир, посвященный 100-летию Олимпийского союза Дании», Копенгаген (Дания): 2-е место сборной команды России в командных поединках, 3 золотые, 3 серебряные, 2 бронзовые медали.
- 1996 г. «Чемпионат мира», Токио (Япония): 1-е место сборной команды России (мужчины) в командных поединках, 1-е место сборной команды России (юноши), 4 золотые, 3 серебряные, 3 бронзовые медали в личных поединках взрослых, 3 золотые медали в личных поединках в категории «юноши».
- 1999 г. «Чемпионат Европы», Базель (Швейцария): 1-е место сборной команды России в командных поединках, 6 золотых, 2 серебряные, 3 бронзовые медали.
- 1999 г. «Кубок мира», Балтимор (США): 6 золотых, 3 серебряные, 4 бронзовые медали, золотые и серебряные медали российских сборных в командных поединках.
- 2000 г. «Чемпионат мира», Сидней (Австралия): 4 золотые, 4 серебряные, 5 бронзовых медалей, серебряные и бронзовые медали в командном первенстве.
- 2003 г. «Чемпионат Европы», Лиссабон (Португалия): 1-е место сборной России в командных поединках, 11 золотых, 2 серебряные, 6 бронзовых медалей.
- 2004 г. «Чемпионат мира», Салоники (Греция): 1-е место сборной России в командных поединках, 9 золотых, 6 серебряных, 9 бронзовых медалей.
- 2007 г. «Чемпионат мира», Монреаль (Канада): 1-е место сборной команды России в командных поединках. Золотые, серебряные и бронзовые медали в личном первенстве.
- 2008 г. «Кубок мира», Токио (Япония): 1-е место сборной команды России в командных поединках, 3 золотые, 1 серебряная, 4 бронзовые медали.
- 2011 г. «Чемпионат мира»[13] , Берлин (Германия): 1-е место в общекомандном зачёте, 10 золотых, 9 серебряных и 4 бронзовых медали.

## Структура Федерации косики карате России
Текущей деятельностью Федерации в период между отчётно-перевыборными конференциями руководит президент Федерации и президиум Федерации. Почётным членом президиума является Г. Г. Рогозин, генерал-майор ФСБ.
Ежедневная работа по развитию косики карате в России осуществляется основными профильными комитетами Федерации:
- исполнительный комитет Федерации организует текущую деятельность и контролирует выполнение решений Президента Федерации, Президиума, а также комитетов и комиссий;
- организационно-методический комитет составляет и выполняет ежегодные календарные планы спортивных мероприятий Федерации, подготовки соревнований, учебно-тренировочных сборов и взаимодействует с Министерством спорта России;
- судейский комитет осуществляет подготовку и аттестацию спортивных судей Федерации и организует процесс судейства на соревнованиях;
- координацию взаимодействия Федерации с органами власти на территории Российской Федерации осуществляет координационный комитет;
- аттестационно-дисциплинарный комитет организует и проводит квалификационные экзамены;
- в структуру Федерации входят комитет региональных представителей, юридический комитет, рекламно-информационный комитет и комитет ветеранов.